# Крупинска планина
Крупинска планина (на словашки: Krupinská planina) е ниска планина в Западните Карпати, разположена в южната част на Словакия в басейна на река Ипел (ляв приток на Дунав). Простира се от североизток на югозапад на протежение около 50 km. Максимална височина връх Лисец (716 m), издигащ се в крайната ѝ североизточна част. На север чрез няколко ниски седловини се свързва с планината Яворе. От десните притоци на река Ипел (Тисовник, Крупиница и др.), водещи началото си от планината Яворе, Крупинска планина е разделена редица плоски масиви, изградени от вулканични породи (главно андезиноми туфи) и конгломерати. В дълбоко всечените междупланински долини се отглеждат пшеница и други зърнени култури. В района на град Модри Камен се разработват находища на кафяви въглища.